# Groupe Manouchian-Boczov-Rayman

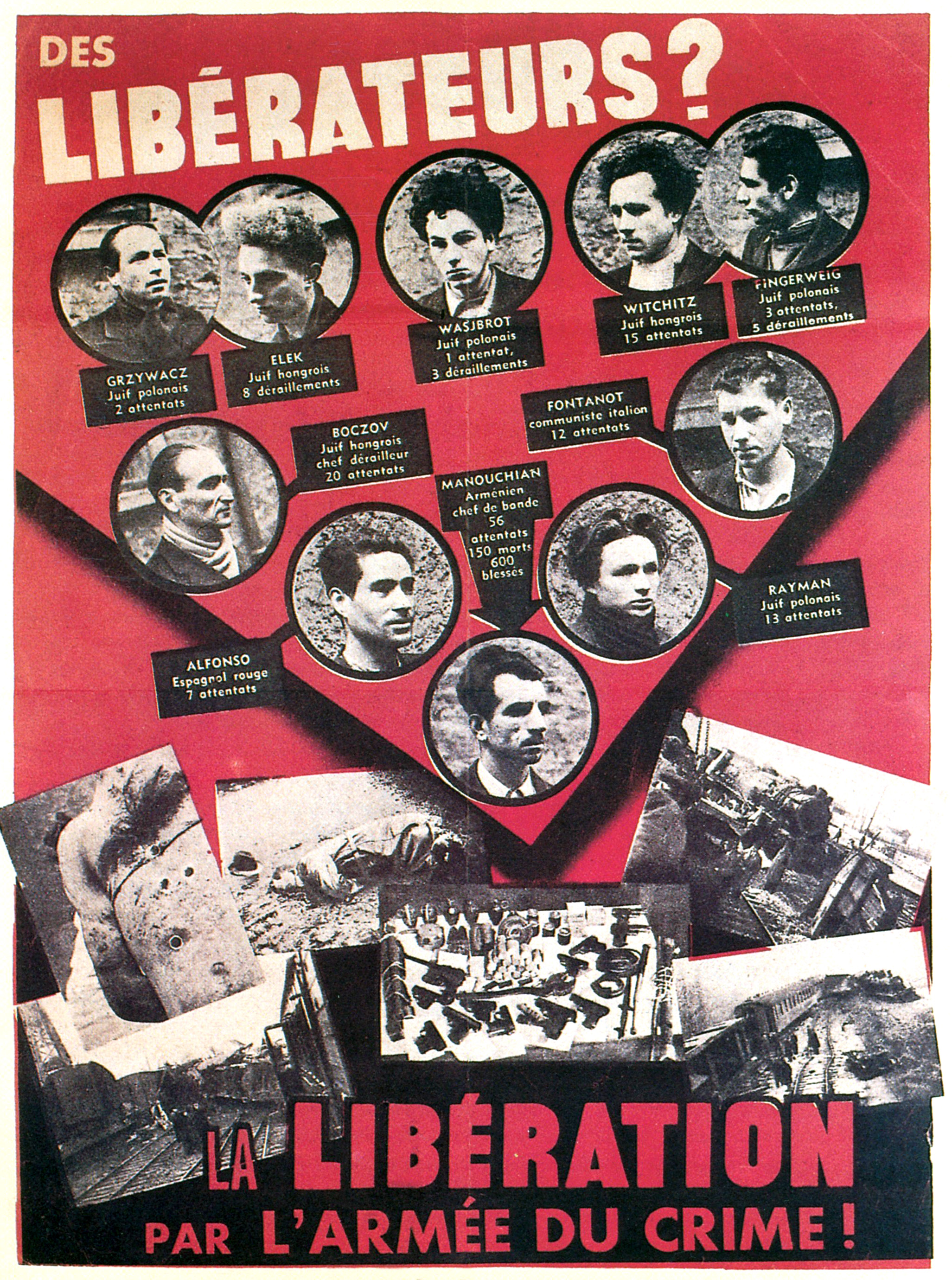
L'Affiche rouge.

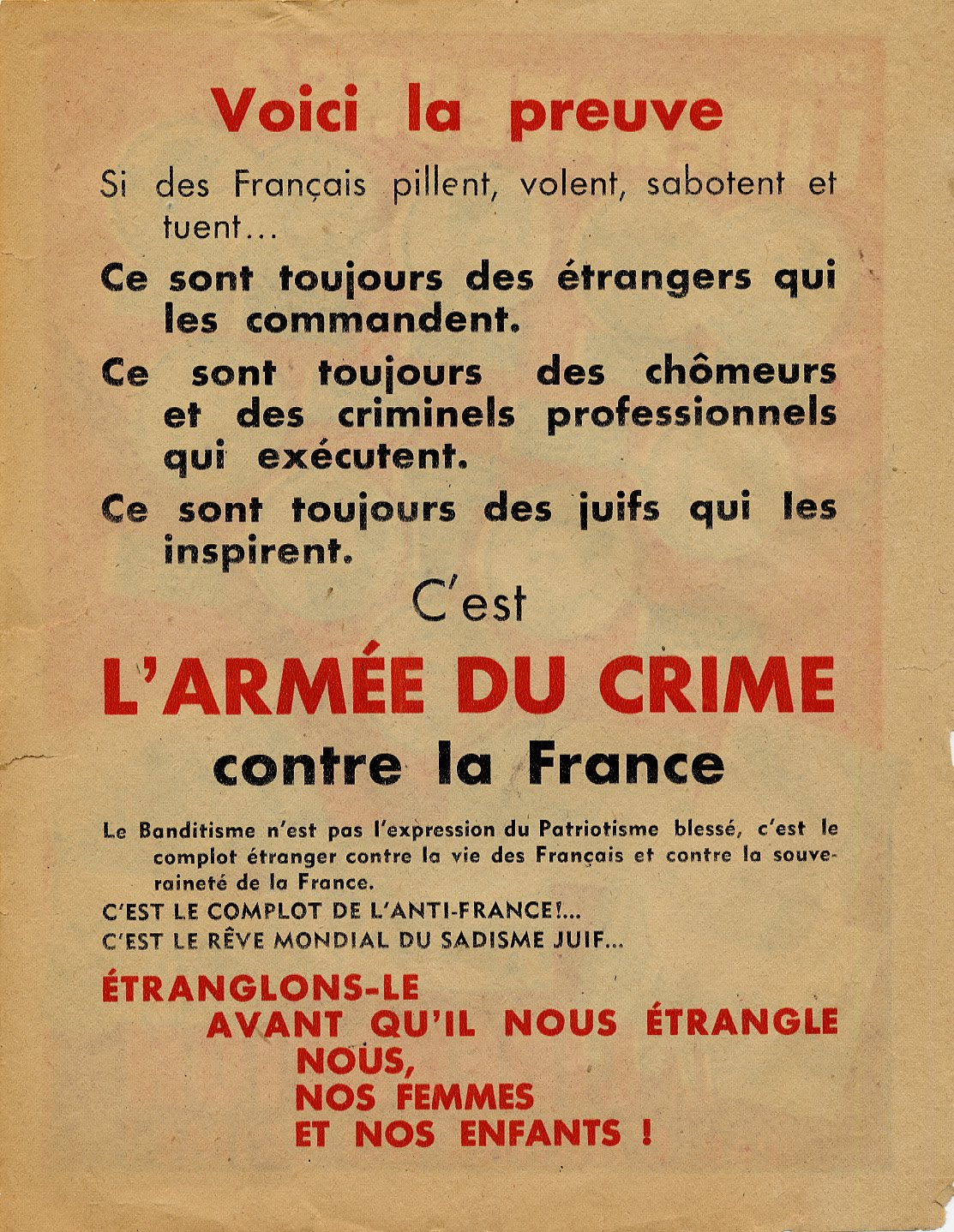
Tract de propagande reprenant au recto l'affiche et dénonçant au verso le « sadisme juif » et « le complot de lʼAnti-France », février 1944. Coll. musée de la Résistance nationale, Champigny.

Le Groupe Manouchian-Boczov-Rayman désigne les 23 résistants communistes des Francs-tireurs et partisans - Main-d'œuvre immigrée (FTP-MOI), condamnés à mort le 17 février 1944 et fusillés quatre jours après au mont Valérien, sur fond d'une vaste campagne de propagande antisémite, tous médias confondus, organisée du 18 au 24 février 1944 sous le nom de « l'armée du crime », dont une des déclinaisons est l'Affiche rouge, placardée sur les murs de Paris et d'autres villes, où sept des dix résistants incriminés sont juifs.  
Le « Groupe Manouchian-Boczov-Rayman » devient en 1951 « Groupe Manouchian-Boczov » puis en 1954 « Groupe Manouchian »,. Cette dénomination est utilisée la première fois lors du procès en 1944 par la propagande allemande. Un « processus d'occultation de la mémoire MOI » dure ensuite « près de quarante ans », jusqu'aux années 1990, la « mémoire communiste » s'étant « longtemps focalisée sur la figure de Missak Manouchian pour l'arrimer à « l'histoire de l'Arménie soviétique ».
Le nom initial du groupe vient des trois ouvriers communistes et internationalistes, l'Arménien Missak Manouchian, le juif polonais Marcel Rayman, de l’équipe spéciale chargée des opérations importantes et le juif hongrois Joseph Boczov, chef du détachement des dérailleurs d'où venaient neuf des 23, devenu ingénieur chimiste. La majorité est très jeune, 22 ans ou moins. La moitié est constituée de Juifs et un tiers, de Polonais. Le groupe compte aussi trois Français, des Italiens de nationalité ou d'origine, parmi lesquels Rino Della Negra, footballeur du Red Star et deux Arméniens, de 38 et de 45 ans.
Le 25 février 1945, « toute la presse communiste, locale ou nationale » couvre la commémoration du premier anniversaire de leur exécution, qui réunit 10 000 personnes au cimetière d'Ivry-sur-Seine, ville d'où sont originaires quatre d'entre eux. Les photos de l'Agence Roger Viollet montrent une grande banderole souhaitant la « gloire » aux « héros immigrés du procès Manouchian-Boczov » . Dans L'Humanité du jour, Boris Holban salue le « suprême hommage rendu par le peuple de Paris aux 23 héros du procès Manouchian-Boczov » .
Leur histoire est racontée en 1951 par le poème Légion de Paul Éluard,,, précédé dès février par les 200 Pages de gloire des 23, illustrées en couleurs et grand format, rédigées par David Diamant, pour le « comité français pour la défense des immigrés » (CFDI) et l'Association des anciens FTP, avec préface et postface de leurs présidents Justin Godart et Charles Tillon, soulignant la participation immigrée à la Résistance. Entre-temps, le CFDI est devenu le MRAP, impliqué contre la répression du nationalisme algérien, qui mène au massacre du 14 juillet 1953 à Paris. La journaliste Madeleine Riffaud suit cette question à la La Vie Ouvrière (CGT) avec son compagnon Roger Pannequin, autre héros de la Résistance, chargé de la MOI au PCF. Charles Tillon rédige la préface de son document de mai 1951 sur les mineurs résistants du Nord. Roger Pannequin et lui sont victimes de brimades du PCF après ces deux livres, vus comme des « provocations » par Staline, alors en pleine répression antisémite et contre les ex-Résistants : en 1951, 11 des 14 accusés de ce qui deviendra en 1952 le procès de Prague sont juifs, comme la plupart des accusés du complot des blouses blanches de 1952-1953. 
En réaction, les Éditions de Moscou rééditent un recueil de lettres de fusillés de 1946, mais dont sont expurgées celles des FTP-MOI, la préface de Louis Aragon gommant leur place dans la Résistance. Aragon accepte d'éditer un autre recueil, cette fois de nouvelles, dont une consacrée aux 23, mais en exigeant que tous leurs noms soient francisés,, condition acceptée par les auteurs, Claude Lévy et son frère Raymond Lévy, père de l'écrivain à succès Marc Levy, qui obtiennent le prix Fénéon 1953. En 1961, l'histoire des 23 est chantée par Léo Ferré, dans L'Affiche rouge, sur un texte d'Aragon publié par L'Humanité pour l'inauguration en 1955 d'une rue du Groupe-Manouchian, réclamée dès 1951, avec un titre éponyme qu'Aragon change dès l'année suivante.

## Résistance pendant la guerre
Les Francs-tireurs et partisans - Main-d'œuvre immigrée (FTP -MOI) sont issus de la « Main-d'œuvre immigrée » (MOI), regroupant les travailleurs immigrés de la CGT (CGTU) dans les années 1920, sur la base de la langue, pas de la nationalité.
La MOI joue un rôle dominant dans le soutien aux Républicains espagnols pendant la guerre d'espagne puis aux débuts de la Résistance. Elle se reconstitue clandestinement à l'été 1940 autour de six dirigeants majoritairement juifs: Arthur London, Jacques Kaminski, Edouard Kowalski, Adam Rayski, Marino Mazetti, Boleslaw Maslankiewicz, et le polonais Louis Gronowski, qui à la fin 1938 avait pris la tête de la MOI, pour gérer la Retirada, afflux en France des combattants des brigades internationales de la Guerre d'Espagne, en lien direct avec un de leurs dirigeants Auguste Lecoeur, premier chef résistant du Nord-Pas-de-Calais minier, et ses Résistants polonais de la mine, auteurs de l'attaque de septembre 1940 contre l'occupant allemand. Rapidement, la direction parisienne de la MOI est composée « de jeunes ouvriers mineurs du Nord-Pas-de-Calais, politiquement inexpérimentés », qui ont été contraints pour leur sécurité à quitter leur région.
En 1941 se créé un « triangle » de direction de la MOI, autour de Louis Gronowski et Simon Cukier. Puis des groupes armés sont constitués en avril 1942 sous la direction de Boris Holban, juif originaire de Bessarabie, qui défendent Paris, Lyon, Grenoble, ou encore Toulouse .
Parmi les recrues, Missak Manouchian combat aux côtés de Joseph Boczov, chef du premier détachement FTP-MOI, composé d'Hungaro-Roumains, de la région parisienne, puis sous la direction d'un autre juif, le Polonais Marcel Rajman. Ils formeront le « Groupe Manouchian-Boczov-Rayman »,,, appelé ensuite « Groupe Manouchian-Boczov » par le PCF en 1951  puis « Groupe Manouchian »  dès 1954 par le même PCF, dont le poète Aragon a effacé toute référence aux « juifs » de ce groupe, Boczov et Rayman étant de cette confession,.
Le 17 mars 1943, Arsène Tchakarian, Missak et Marcel Rajman attaquent une formation de feldgendarmes à Levallois-Perret,,. À cette période, le groupe ne sait pas d'où viennent les armes, puisque le parti communiste n'en possède pas. Pour Arsène Tchakarian, une « organisation quelque part [leur] avait trouvé des armes et était en train de [les] organiser ». Ce n'est que plus tard qu'il sera découvert que ces armes venaient de Londres via des parachutages. Jean Moulin avait convaincu le général de Gaulle qu'il n'était pas risqué d'armer des communistes, permettant à la résistance de s'unifier,.
La MOI assure l'exécution, le 28 septembre 1943, par Marcel Rayman, Leo Kneler et Celestino Alfonso, du général Julius Ritter, adjoint pour la France de Fritz Sauckel, responsable de la mobilisation de la main-d'œuvre (STO) dans l'Europe occupée puis trente opérations dans Paris du mois d'août à la mi-novembre 1943. Le rôle « central dans l’équipe spéciale chargée des opérations les plus spectaculaires » du juif polonais Marcel Rayman est reconnu par les historiens tout comme le « rôle important » d'un autre juif Joseph Boczov à la tête des neuf dérailleurs de train, tous juifs, inclus dans les 23 fusillés de février 1944 alors que les deux Arméniens trentenaires ne sont « représentatifs ni par l'âge, ni par l'origine, de la génération des rafles, celle des jeunes militants juifs en majorité polonais qui ont vu leurs parents disparaître dans les déportations ».
Entre-temps, deux coups de filet en mars et juillet 1943 de la Brigade spéciale no 2 des Renseignements généraux ont affaibli le groupe et cette BS poursuit une vaste filature, qui aboutit au démantèlement complet des FTP-MOI parisiens à la mi-novembre avec 68 arrestations dont celles de Manouchian et de Joseph Epstein le jour où ils ont rendez-vous en gare d'Évry Petit-Bourg, alors que, se sachant suivis depuis quelques mois, ils discutent de l'opportunité de disperser le groupe.

## Chute du groupe et hypothèse d'une trahison
Traqués par les Allemands, ces 23 résistants avaient échoué à obtenir leur repli vers la Zone sud, selon Mélinée Manouchian. La veuve de Missak Manouchian en accusa en 1985 Boris Holban, prédécesseur de Manouchian au même poste que lui lors de la diffusion à la télévision du film Des terroristes à la retraite de Mosco Boucault, précédé par une « polémique acerbe » dans les médias. Elle accuse d'abord Holban de ne pas avoir favorisé la cache du groupe dans d'autres régions, puis d'avoir « donné » le groupe aux Allemands.
Boris Holban a méthodiquement démenti en 1989, dans ses mémoires,. L'hypothèse de sa responsabilité, ou même d'une trahison, s'appuie sur la phrase censurée dans la lettre de Missak Manouchian à son épouse, d'autant qu'est publiée en août 1951 aux Éditions de Moscou, préfacée par Louis Aragon, une réédition du recueil de lettres de fusillés de 1946, cette fois expurgé de toutes les lettres des membres du groupe Manouchian.
L'hypothèse d'une trahison n'est plus jugée crédible au XXIe siècle et est finalement abandonnée par le consensus des historiens,, qui ont entre-temps documenté, grâce au recoupement des archives et témoignages, les moyens très importants déployés par la police française pour organiser simultanément des dizaines de filatures et ainsi préparer un procès de grande ampleur, qui doit servir à l'administration de Vichy à organiser, de concert avec les Nazis, une vaste campagne de propagande antisémite, visant entre autres à justifier la Rafle du Vél d'hiv de l'été 1942. 
La réédition en 1951 du recueil de lettres de fusillés de 1946, expurgé de toutes les lettres de membres du groupe Manouchian, provient du contexte antisémite du début des années 1950 à Moscou, selon l'historien Stéphane Courtois.

## Parodie de procès et exécutions
Une « parodie de procès », selon l'historienne Annette Wieviorka, est menée de façon expéditive, en un seul jour, le 19 février à l'hôtel Continental. Manouchian se tourne vers ses accusateurs et leur jette « vous avez hérité la nationalité française, nous l'avons méritée ».
La « défense » est commise d'office et rappelle les « aveux » des accusés. Le  réquisitoire dure un quart d'heure, mais les historiens ne savent pas si des journalistes « français » et « étrangers » ont, comme l'affirment certains journaux, été admis à l'audience, la presse collaborationniste dénonçant le « cynisme » d'accusés qui assument pleinement les attentats qu'ils ont commis.
Le tribunal prononce vingt-trois condamnations à mort. Le 21 février 1944, les vingt-deux hommes du groupe des condamnés à mort sont fusillés au Mont-Valérien, en refusant d'avoir les yeux bandés, tandis qu'Olga Bancic est décapitée à la prison de Stuttgart le 10 mai 1944.

## Campagne de propagande antisémite
La semaine du procès et de l'exécution des 23 résistants du « groupe Manouchian-Boczov-Rayman », les nazis lancent une vaste campagne de propagande antisémite pour contrer les écrits de Louis Gronowski, qui forme depuis 1940, avec Jacques Kaminski et Arthur London, le premier triangle de direction nationale de la MOI. En novembre 1941, il avait écrit une brochure diffusée clandestinement: « L’antisémitisme, le racisme, le problème juif », riposte à l’idéologie raciste et antisémite de l'occupant nazi.
Les nazis lancent en février 1944, à l'occasion du procès, leur propre brochure de propagande, complétée par l'Affiche Rouge, tirée à 15 000 exemplaires, où figurent une dizaine des 23 condamnés de février 1944. Titrée, comme l'affiche, « L’armée du crime », cette brochure est la plus connue et diffusée d'une multitude de brochures de propagande nazie.
Son texte mentionne en intertitre : « « Le crime est juif, et le crime est étranger. Et le crime est au service du judaïsme, de la haine juive,,. » Selon l'historienne Annette Wieviorka « l'antisémitisme est au coeur du choix de ceux présentés à la vindicte publique » sur l'Affiche rouge qui accompagne la brochure où on lit un peu plus loin : « Voyez le juif polonais Rayman, l'arme du crime au poing, son regard pervers où passe en lueur tout le sadisme de sa race » et une longue « énumération de turpitudes sexuelles attribuées aux Juifs ».
L’Affiche rouge fait partie d’une campagne de propagande antisémite, à l'organisation centralisée, prévue pour une durée une semaine, du 18 au 24 février 1944, période englobant le procès et l'exécution. Elle est organisée « de conserve par l’occupant allemand et l’État français » avec « tous les médias » mobilisés : « presse écrite, radios, actualités cinématographiques, affichages publicitaires. L'Affiche rouge, aux dimensions de 120 cm sur 80 cm, n'est pas seulement placardée à Paris mais dans « plusieurs villes de France ». Sur les dix noms, les cinq placés en première ligne comportent la mention « juif ». Le choix des dix personnes photographiées, au cours d'une séance de photos immortalisée dans le film « L'Affiche rouge » de Frank Cassenti, Prix Jean Vigo 1976, ne suit aucune logique chronologique ou judiciaire, seulement celui de la propagande antisémite.

## Mémoire du groupe Manouchian-Boczov-Rayman

### Censure d'une lettre du recueilLettres de fusillés
La polémique des années 1980 sur la cause de la chute du « groupe Manouchian-Boczov-Rayman » a été causée par la censure de la dernière lettre de Missak Manouchian à son épouse, dans un recueil publié sous l'égide du PCF. Malgré des parutions clandestines, comme le numéro 14 de mars 1944 des Lettres françaises et le tract publié par l’Union des Juifs pour la Résistance et l’Entraide (UJRE) le même mois, L'Humanité clandestine n'avait consacré que 15 brèves lignes le 1er mars 1944, sans citer aucun nom, aux combattants des FTP-MOI fusillés une semaine avant.
En 1946, quelques lettres de fusillés des 23 membres du « Groupe Manouchian » font leur apparition, mais dans un ensemble beaucoup plus général de 77 lettres, incluant celles de FTP non membres de la MOI, via le recueil Lettres de fusillés, qui fait encore référence pour les historiens.
Une phrase est cependant mystérieusement retirée de la lettre de Missak Manouchian à son épouse : « Je pardonne à tous ceux qui m'ont fait du mal ou qui ont voulu me faire du mal, sauf à celui qui nous a trahis pour racheter sa peau et à ceux qui nous ont vendus ».
La décision de couper cette phrase a été prise par les éditions France d'abord, dirigées par le financier du PCF Jean Jérôme et liées au journal France d'abord, hebdomadaire résistant dirigé par l'ex-commandant en chef des FTP Charles Tillon, qui l'avait fondé en septembre 1941 et rédigé jusqu'à la Libération, avant de le remettre, en septembre 1944, aux mains du président du Front national, Pierre Villon. Charles Tillon n'a pas participé à ce livre de 1946, qui ne sera pas réédité, mais à sa suite, Pages de gloire des 23, dont il a écrit la postface en février 1951.
Jean Jérôme, invité, le 27 mai 1983 de l'émission Apostrophes, sur Antenne 2 à l'occasion de la publication de ses Mémoires n'en a pas parlé mais cette phrase censurée sera peu après au centre des polémiques créées par le livre de l'historien Philippe Robrieux, publié en février 1984 pour le quarantième anniversaire de l'exécution de 22 résistants du groupe Manouchian.
Selon l'historien, des responsables communistes auraient décidé de faire « tomber » le groupe Manouchian. L'écrivain Henri Amouroux et l'historien communiste Roger Bourderon mettent aussi en avant cette phrase censurée lors du débat télévisé des « Dossiers de l'écran », diffusé en juillet 1985, et consacrés au film Des terroristes à la retraite.
Ces débats amèneront Charles Tillon, à une mise au point : même s'il a postfacé le livre publié en France en février 1951, il n'a aucun lien avec celui de 1946 où la censure a été mise en place, tandis que l'hebdo de son association avait pour directeur Roger Roucaute et pour rédacteur en chef Yves Moreau. Il n'a donc aucun lien avec l'éditeur de celui à la phrase censurée.

### Travail de recherche de David Diamant
Le travail de recherche permettant la publication en 1951 du livre Pages de gloire des 23, riche de nombreuses informations très précises sur les combattants des FTP-MOI, a été effectué par David Erlich, appelé aussi David Diamant, figure de l’émigration juive polonaise. Cet autodidacte arrivé à Paris en 1930 comme ouvrier du bâtiment puis dans la métallurgie à Pamiers, dans les Pyrénées, a rejoint les Francs-tireurs et partisans (FTP) dès 1941. Résistant dans le 10e arrondissement de Paris, il organisa des grèves ouvrières et sabotages. Maitrisant une dizaine de langues, travaillant après 1944 à la rédaction de La Presse nouvelle, il fonda le Centre de Documentation de l'Union des Juifs pour la Résistance et l'Entraide (UJRE), elle-même créée en 1943, pour classer avec des bénévoles les archives, photos et articles de la presse résistante.
« Pages de gloire des vingt-trois » est son premier livre. L'auteur révèlera en 1986 que certaines photos sont tirées d'une exposition qu'il avait organisée dès 1947. Au cours de la même année 1951, il a publié aussi un album illustré sur les camps pour réfugiés de Pithiviers et Beaune-la-Rolande pendant la guerre, avec Henry Bulawko, édité par l'Amicale des anciens déportés juifs de France, démarche mémorielle tentant de retrouver un écho dans la population du Loiret.
Les documents réunis à l'occasion d'autres expositions, des dizaines d'articles, de petits essais parus dans la presse, ou des ouvrages collectifs parus à Paris, New-York, Varsovie, Moscou, Buenos-Aires et en Uruguay, lui permettront dans les années 1960 rédiger d'autres livres très documentés sur le rôle des Juifs dans la Résistance française et pendant la Guerre d'Espagne, en 1962 puis en 1967 et en 1971.

### Poème de Paul Eluard en 1951
Après l'exposition de David Diamant en 1947, le poète communiste Paul Eluard fut le premier à rendre hommage, en 1951, aux 23 fusillés des FTP-MOI, par le poème « Légion », « à la mémoire de vingt-trois terroristes étrangers torturés et fusillés à Paris par les Allemands », dans un recueil titré « Hommages », en mettant l'accent sur leur lien avec la France : « Ils avaient dans leur sang le sang de leurs semblables. Ces étrangers savaient quelle était leur patrie »,.
« Bien moins lié aux instances dirigeantes du parti » communiste que Louis Aragon, il était l'ami proche de la jeune Madeleine Riffaud, journaliste depuis le début de 1950 à la « Vie ouvrière », hebdo de la CGT, en couple avec l'ex-résistant Roger Pannequin, responsable du secteur de la MOI (main-d'œuvre immigrée) à la direction du PCF.

### Éditeurs et associations marraines du livre de février 1951
La postface du livre Pages de gloire des 23 est signée par Charles Tillon, ex-commandant en chef des Francs-tireurs et partisans (FTP) et président de l'Association des anciens FTP, coéditrice de l'ouvrage. Dans les semaines qui suivent la publication du livre, Charles Tillon est visé par les soupçons qui entrainent la création en juillet d'une commission d'enquête du PCF cherchant à prouver qu'il s'est entendu avec André Marty pour contester la ligne du numéro du PCF Maurice Thorez et tous deux sont rapidement calomniés et évincés de la direction de ce parti.
Charles Tillon observe dans le PCF une volonté de gommer la « Résistance » et de lutter contre l' « esprit FTP », en lui reprochant une brochure écrite en 1947 sur la Résistance, où il « ne parlait pas de l’Union soviétique ». Au même moment en Tchécoslovaquie, Arthur London, arrêté en 1951, devient l'un des quatorze accusés du procès de Prague (1952), à qui l'on arrache sous la torture des aveux de « conspiration contre l’État ». Dès le 5 mars 1951, L'Humanité publie un entrefilet titré « La bande Clementis-Sling voulait prendre contact avec des espions au sein des partis communistes » d'Europe de l'Ouest, une allusion à l'ancien ministre des affaires étrangères de Tchécoslovaquie arrêté fin février « pour activité d'espionnage », le Slovaque Clémentis Husak, considéré comme complice d'Otto Sling, secrétaire régional de Brno, qui sera exécuté le 3 décembre 1952.
L'autre association parrainant la publication du livre est le Comité français pour la Défense des Immigrés (CFI). Le livre est préfacé par son président Justin Godart, un résistant lyonnais et ancien ministre. Le gouvernement avait décidé en novembre 1948, et finalisé le 25 février 1949, la dissolution de l'ancêtre du CFDI, le Centre d’action et de défense des immigrés (CADI). Créé en 1944, le CADI fédérait toutes les associations de résistants étrangers proches de la mouvance communiste et réclamait un statut des immigrés, avec une carte de séjour valable cinq ans et les mêmes droits que les Français concernant les assurances sociales, accidents du travail et autres allocations familiales. Cette dissolution intervient au moment où la réforme de l'Office national de l'immigration (ONI) met fin à la représentation à son conseil d'administration des syndicats, qui comme Ambroise Croizat veulent décourager le patronat « d'utiliser la main-d'œuvre étrangère pour concurrencer la main-d'œuvre nationale ».
Mécontent de la mobilisation de nombreux communistes étrangers lors des grèves de l’hiver 1947, Jules Moch jugeait l'activité du CADI « de nature à menacer la sûreté intérieure ou extérieure de l’État » même si ces associations résistantes avaient depuis plusieurs années privilégié la défense des intérêts des étrangers résidant en France. Dans sa réponse à la dissolution, en plus de recréer un CFDI, « mais sans grand succès » finalement, Justin Godart avait évoqué les noms du groupe Manouchian : « Que l’appel de leurs noms grave dans nos cœurs la volonté de servir jusqu’au bout l’idéal d’humanité et de justice pour le triomphe duquel ils sont morts. ».
Malgré le prestige de Justin Godart, le CFDI n'eut par la suite jamais d’écho semblable à celui du CADI. Quelques associations d'étrangers, réunis par nationalités, peinent à porter ses combats et échouent. En 1953, un Comité électoral des Polonais naturalisés émergea afin de pousser ces derniers à se rendre aux urnes et obtint un certain écho parmi les immigrés dans les Bouches-du-Rhône, où les nombreux travailleurs nord-africains furent aussi incités à se faire inscrire sur les listes électorales de 1952 par l’Association des musulmans algériens de Provence.

### L'enthousiasme dans le journal du MRAP
« Vous serez bouleversés par les Pages de gloire des 23 », titre un article enthousiaste, en page 3 de Droit et Liberté, mensuel publié depuis 1948 par ce qui est devenu en 1949 le Mouvement contre le racisme et pour l'amitié entre les peuples (MRAP), dans le numéro 65, daté du 2 mars 1951. En 1951, le mensuel publie de nombreux articles qui s'inquiètent du retour du racisme et de l'antisémitisme, sept ans après la libération de la France.

### La réaction des proches de Joseph Staline et Maurice Thorez
Mais la publication du livre a aussi été considérée comme une façon de défier ouvertement Staline, car le maître de l'URSS venait de jeter au cachot ou envoyer à la potence de nombreux anciens de la MOI, en particulier les juifs dans les « démocraties populaires » d'Europe de l'Est.

#### L'autre livre, publié trois mois après, préfacé par Louis Aragon
C'est ainsi que les éditions en langues étrangères de Moscou, les Éditions de Moscou, publient trois mois après, en août 1951, un autre livre, préfacé par Louis Aragon, nouveau directeur du journal Lettres françaises et à cette époque très proche de Maurice Thorez, numéro un du PCF. Cet autre livre, Lettres de communistes fusillés, a un titre très proche de celui de 1946, Lettres de fusillés, le mot « communiste » étant ajouté. À l'intérieur, les noms et lettres de tous les combattants des FTP-MOI ont été retirés,, comme s'ils n'étaient pas communistes.
Selon l'historien Stéphane Courtois, spécialiste de la période, cette publication signale l'opposition de Moscou à tout groupe « constitué sur la solidarité et la mémoire d'une expérience commune », et ces Lettres des communistes fusillés d'août 1951, accompagnées par une préface de Louis Aragon, « apparaissent immédiatement comme une critique implicite »  de l'ouvrage similaire que les éditions France d'Abord, avaient édité cinq ans plus tôt. La version « soviétique » est expurgée de toutes les lettres de combattants de l'Affiche rouge, tandis qu'est conservée celle de Louis Delobel, voisin et proche ami du secrétaire général du PCF Maurice Thorez à Noyelles-Godault, dans le Pas-de-Calais. Fusillé le 29 septembre 1942 à la citadelle d’Arras, il avait sous le commandement de Charles Debarge participé le 22 septembre 1941 à l'attaque de la poudrière de Beaumont-en-Artois.
Ensuite, selon les historiens, l'histoire des FTP-MOI fut, au cours des années 1950 et des années 1960, « frappée d'oubli, occultée par le mythe d'une résistance nationale et indigène », permettant l'oubli aussi pour le rôle joué, dans leur capture à Paris, par le PCF et ses « contrôleurs » kominterniens, dans un processus que l'historien Fred Kupferman appelle « le gommage inconscient ou délibéré d'une histoire où l'on trouvait un peu trop de noms étrangers pour représenter la Résistance française ».
David Erlich, l'auteur de Pages de gloire des 23, attendra onze ans pour publier son livre suivant, cette fois avec comme coauteur un autre ex-résistant juif, Charles Lederman, le prestigieux avocat de militants communistes lors des guerres de décolonisation, que le PCF présente aux législatives de 1962 à Paris.

#### Les purges au PCF, du printemps 1951 à l'été 1956
Cette réaction violente de Moscou s'accompagnes de purges au PCF. Elles visent dès le printemps 1951 le jeune Roger Pannequin, promu depuis deux ans responsable de la MOI à la section centrale du PCF à Paris par le secrétaire à l'organisation Auguste Lecoeur, comme lui un ex-résistant du Pas-de-Calais. Il est par ailleurs en couple avec l'ex-résistante Madeleine Riffaud, qui publie au même moment dans La Vie ouvrière, l'hebdomadaire de la CGT, de grandes enquêtes sur la situation des travailleurs immigrés. Roger Pannequin est visé en mars 1951 par une machination dans son département d'origine, l'affaire Pronnier. Peu après, son parti lui impose une mutation, à la rédaction des Cahiers du communisme.
Malgré un rang encore plus élevé au PCF, ses aînés Charles Tillon, postfacier de Pages de gloire des 23, et André Marty, chargé au PCF des dossiers de la décolonisation, subissent une éviction encore plus rapide, décidée dès le printemps 1951, en URSS, par Maurice Thorez.
Très proche de Roger Pannequin, son supérieur au PCF Auguste Lecoeur, qui lui avait souligné le rôle des mineurs polonais dans l'attaque des véhicules allemands de Vimy en septembre 1940, prélude à la grève patriotique des cent mille mineurs du Nord-Pas-de-Calais en mai-juin 1941, est visé à son tour en mars 1954 par les purges staliniennes au sein du PCF, épisode qui entraîne le suicide de leur ami commun René Camphin, puis tabassé lors d'une réunion publique qu'il organisait. France-Soir du 14 juillet 1956 titre ainsi « Bagarres à Hénin-Liétard : Auguste Lecœur assommé à coups de chaises par ses anciens camarades communistes » un article accompagné de grandes photos le montrant « le visage ensanglanté, horriblement tuméfié » et des « bagarreurs professionnels le tabassant sauvagement ». Auguste Lecoeur et René Camphin menaient la liste qui avait recueilli aux législatives de 1951 dans le Pas-de-Calais 36,5% des voix et trois députés. Mais après leur éviction, le PCF n'en a plus aucun aux législatives de 1958, qui voient le parti socialiste passer de 5 à 7 députés dans ce département, le PCF devant attendre 1978 pour rivaliser avec lui, avec 5 députés contre 6 au PS dans ce département qui  n'aura dès 2017 plus aucun député de gauche, élisant la moitié des 8 du Rassemblement national.

### La proposition de mars 1951 au conseil municipal de Paris
Quelques jours après la publication du livre Pages de gloire des 23, le conseil municipal de Paris débat le 15 mars 1951 d'une proposition pour qu'une rue de Paris reçoive le nom de « Groupe Manouchian-Boczov-Rayman ».
Un comité de soutien à cette proposition réunit Claude Lévy, combattant FTP MOI de Toulouse qui travaille à un recueil de nouvelles sur le sujet, et les conseillers municipaux du XXe arrondissement, Albert Ouzoulias, ex soldat de Missak Manouchian, et Madeleine Marzin.
Deux ans après, Claude Lévy, devenu un collaborateur d'une figure importante du PCF, le célèbre biologiste Frédéric Joliot-Curie, rédige en 1953 avec son frère aîné, l'éditeur d'art Raymond Lévy, dix nouvelles reprenant des épisodes authentiques de la Résistance.
La première des dix raconte l'histoire de Missak Manouchian et son groupe.
Communistes, les deux frères rejettent les offres de différents éditeurs pour s'adresser à Louis Aragon, directeur des Éditeurs français réunis, maison liée au PCF, mais il refuse et leur répond : « On ne peut pas laisser croire que la Résistance française a été faite comme ça, par autant d'étrangers. Il faut franciser un peu ». Aragon avait en août 1951 préfacé la réédition d'un livre de lettres de fusillés, déjà paru en 1946, mais prenant la décision d'expurger celles des combattants FTP-MOI.
Le 28 octobre 1954, la mairie de Paris vote la réunion des impasses Fleury et du Progrès, dans le XXe arrondissement, en une unique rue du Groupe-Manouchian. Elle est située juste en face de chez Alter Mojsze Goldman, père de Jean-Jacques Goldman, chez qui « la foule de camarades » présents à la cérémonie « vient se réunir » ensuite, alors qu'une « violente discussion » avait opposé un an plus tôt Alter Mojsze Goldman à un autre militant PCF de sa famille à la mort de Staline à cause du complot des blouses blanches.
Louis Aragon étant à Moscou, il n’a pas reçu l'invitation à temps. À son retour, il écrit à Claude Lévy : « Utilisez mon nom, demandez-moi ce que vous voulez ». Finalement, le PCF qui passe commande à Aragon et lui demande d'écrire un poème à temps pour que L'Humanité le publie à l'inauguration de cette rue, le 6 mars 1955.
L'Humanité le titre « Groupe Manouchian » mais Aragon le rebaptise Strophes pour se souvenir dans son recueil Le roman inachevé de 1956, ce qui apparait ensuite comme un « épisode insolite, sans lendemain » pour « consigner l'histoire de l'Affiche rouge […] au purgatoire des affaires classées ». Le poème déclare dès sa première ligne qu'ils n’avaient « réclamé ni la gloire ni les larmes », façon de désavouer à nouveau le titre du livre de 1951, Pages de gloire des 23 et les banderoles de la manifestation de 1945.

### Le livre des frères Lévy, prix Fénéon 1953
Déjà mobilisé en 1951 pour une rue à Paris, Claude Lévy (biologiste), collaborateur du physicien Frédéric Joliot-Curie, rédige avec son frère aîné Raymond Lévy dix nouvelles reprenant des épisodes authentiques de la Résistance. Père du futur auteur Marc Levy, Raymond Lévy est un éditeur d'art et ancien résistant. Aragon accepte finalement de publier en 1953 ce recueil de nouvelles mais « à condition qu'ils changent pour des noms français les noms des étrangers qui y étaient mêlés », et ainsi « ils ont eu une obligation de franciser tous les noms ». L'ouvrage obtient le prix Fénéon 1953.

### Projet de scénario de l'Affiche rouge d'Armand Gatti
Le 24 novembre 1966, Le Monde écrit qu'Armand Gatti « travaille au scénario de L'Affiche rouge, qui sera tourné au printemps », mais aussi qu'il a l'intention d'écrire une pièce sur la guerre du Viêt Nam, propulsée sur la scène mondiale par des évènements d'actualité immédiate. Deux ans plus tôt, il évoque deux manifestations où ce groupe de résistants a été commémoré à Paris, l'une salle du Conservatoire, sous la présidence de Louis Martin-Chauffier et l'autre au carré des fusillés du cimetière d'Ivry, mais il se trompe en affirmant que leur attaque du 28 juillet 1943 avenue Paul-Doumer a coûté la vie au général von Schaumburg, commandant du Gross Paris, ce qui est démenti dans le même journal l'année suivante, le 27 février 1965, par un long article de Pierre Bourget, disant à nouveau qu'Armand Gatti prépare un film, en ajoutant que Charles Aznavour interprétera le rôle principal, celui de Missak Manouchian.

### En 1975, le livre de Philippe Ganier-Raymond
Le livre "L'Affiche rouge", publié en 1975 par Philippe Ganier-Raymond journaliste et auteur français de romans et d'essais sur la Seconde Guerre mondiale détaille les règles « très strictes » fixées pour chaque FTP MOI: couper toute relation avec des personnes étrangères à la lutte armée; habiter seul, jamais à son domicile légal, ne jamais donner son vrai nom, ni porter ses papiers, vrais ou faux, lors d'une action, ne porter ses armes que pendant les attentats et les remettre immédiatement au responsable désigné, en comptant « le nombre de balles tirées ».
L'auteur raconte l'action du jeune Hongrois Thomas Elek, 15 ans, qui le 15 octobre 1942 dépose un explosif caché dans un exemplaire du Capital, dans une librairie ne vendant que des livres d'écrivains nazis ou comment ses camarades de combat aidèrent Manouchian « à surmonter ses réticences » avant de lancer une grenade.
Il apporte un éclairage remarqué sur la façon dont les combattants FTP-MOI ont utilisé leurs compétences professionnelles spécifiques, liées à leur secteurs d'emploi. Les espagnols qui travaillent dans les poudrières ont volé des explosifs « remis aux artificiers hongrois ». Les tailleurs et fourreurs juifs des quartiers populaires de l'est de Paris, « à qui les Allemands ont eu la légèreté de passer commande de sous-vêtements », font baigner leur laine dans la poudre de verre. 
Il estime que « les instructions sont rares, le matériel insuffisant », alors que les FTP, français et étrangers, savaient parfaitement que, depuis la fin de 1942, les groupes gaullistes de Seine et de Seine-et-Oise avaient reçu des quantités considérables d'armes automatiques et de plastic", les responsables communistes demandant, « conformément aux décisions du CNR », à obtenir leur part d'un stock, qu'ils estimaient sous-évalué

### En 2007, le roman de Marc Levy
En 2007, le romancier Marc Levy, publie « Les enfants de la liberté », roman qui raconte l’histoire de combattants d'une brigade FTP-MOI, qui « reste en tête des meilleures ventes pendant plusieurs semaines » puis « dépasse les 500 000 exemplaires vendus ».

## Entrée au Panthéon de Missak Manouchian
Un Comité de soutien pour l’entrée de Missak Manouchian au Panthéon est lancé le 19 décembre 2021 par le président de l'association Unité Laïque, Jean-Pierre Sakoun et le maire de Valence, Nicolas Daragon, conseillés par l'historien Denis Peschanski et Katia Guiragossian, petite-nièce de Mélinée et Missak Manouchian, dépositaire de la mémoire familiale. Ce comité est reçu à l’Elysée le 30 mars 2022 par M. Bruno Roger-Petit, conseiller à la Mémoire du président de la République, après de nombreux articles de presse et maintes interventions des porteurs du projet dans les médias,, puis l'année suivante par le président de la République, qui annonce le 18 juin 2023 sa décision de faire entrer au Panthéon Missak Manouchian le 21 février 2024, soit 80 ans après son assassinat, accompagné de son épouse Mélinée,.
Le 7 décembre 2023, le président de la République indique qu'un mur mitoyen du caveau recevra une plaque portant le nom des 23 condamnés à mort du groupe et de leur chef, Joseph Epstein[réf. souhaitée].
Dans une lettre ouverte publiée par Le Monde le 24 novembre 2023,, des intellectuels et descendants de membres des FTP-MOI assassinés par les nazis en 1944 ont critiqué le choix de leur rendre hommage en ne faisant entrer au Panthéon que Missak Manouchian et son épouse. Parmi eux, l'historienne Annette Wieviorka, connue pour un livre devenu classique sur les FTP-MOI, qui publie en 2024 un livre détaillant l’histoire de l’affiche de propagande dite « Affiche rouge », à caractère délibérément antisémite.
La cérémonie a eu lieu le 21 février 2024.

## Lieux de mémoire
- Des communes célèbrent le « Groupe Manouchian » avec la rue du Groupe-Manouchian à Paris, et des lieux de mémoire à Port-de-Bouc (Bouches-du-Rhône), Alfortville, Vitry-sur-Seine (Val-de-Marne), et Élancourt (Yvelines).
- À Vaulx-en-Velin (Rhône), une statue en hommage au groupe Manouchian a été inaugurée le 18 février 1979 par Jean Capiévic.
- La mairie de Port-de-Bouc a donné le nom du groupe Manouchian à une avenue et a érigé une stèle en hommage au groupe « Héros de la Résistance ».
- Le 4 novembre 1978 est inaugurée au cimetière parisien d'Ivry une stèle sur laquelle figurent les noms des vingt-trois fusillés, en présence de Mélinée Manouchian.
- Le 18 février 1979 est inauguré un monument à la mémoire des 23 fusillés, avec les noms et les nationalités de toutes les victimes, à Décines, dans l'agglomération lyonnaise.

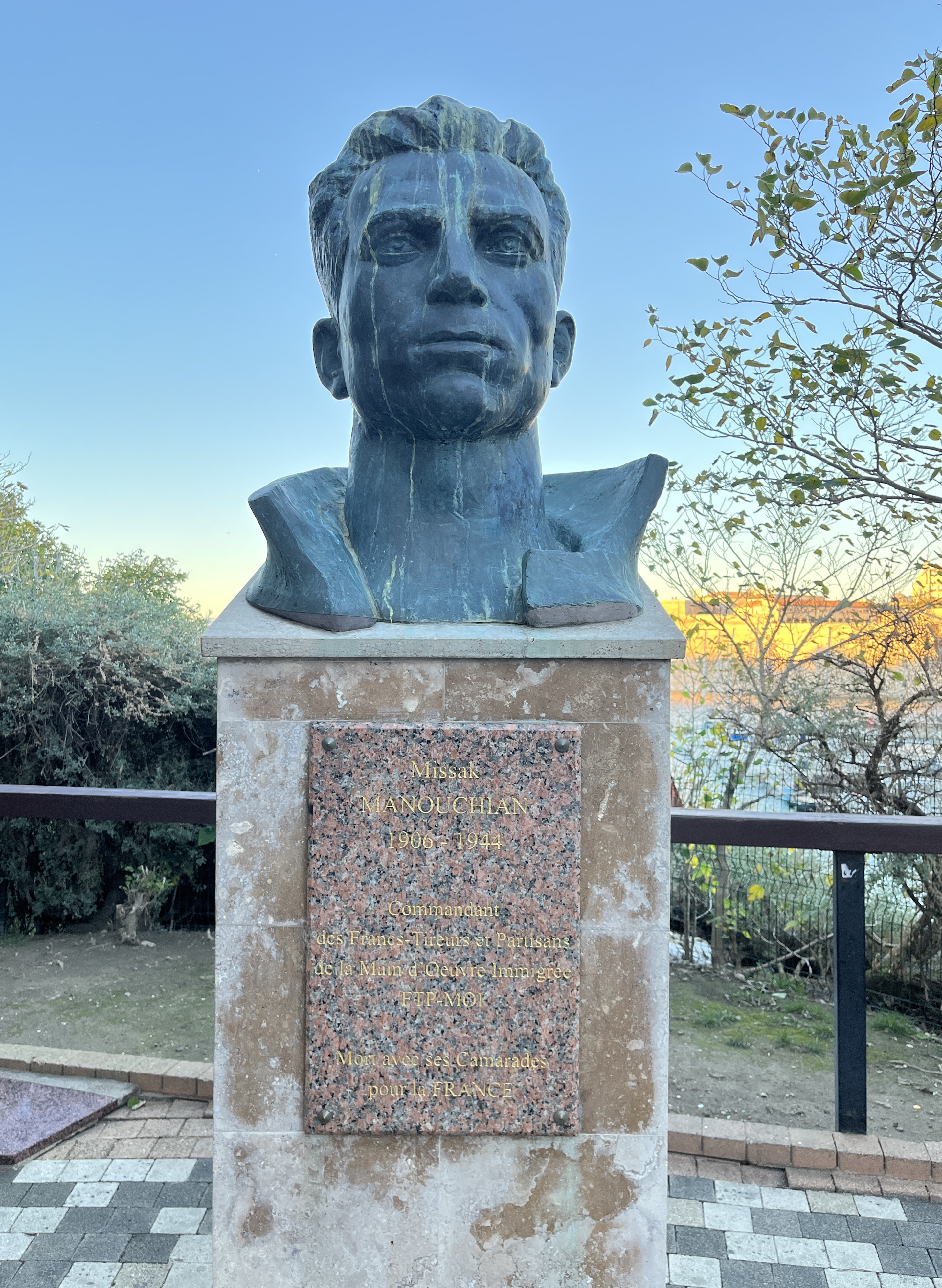
Buste à Marseille.

- À Marseille, sur le boulevard Charles-Livon dans le quartier du Pharo, depuis le 20 février 2010, un buste de Missak Manouchian est accompagné des noms de ses vingt-deux compagnons exécutés, dans un square face au vieux port.
- En février et mars 2012, une grande fresque en hommage au groupe Manouchian est réalisée du côté du passage du Surmelin dans le 20e arrondissement de Paris par l'artiste Popof.
- Le 21 février 2020, à l'occasion de la commémoration de l'assassinat du groupe Manouchian au Mont-Valérien en 1944, a été inaugurée à Valence dans la Drôme un monument au groupe des 23, œuvre du sculpteur arménien Toros. Ce monument représente « la souffrance de l'humanité », avec une stèle énumérant tous les membres du groupe.
- À Arnouville, une stèle à la mémoire du groupe Manouchian est située à l'angle des rues Jean-Jaurès et Missak-Manouchian. Chaque année depuis 1992, fin février, un hommage y est rendu par la communauté arménienne, par la mairie ainsi que par les habitants.
- A Blaye, le 8 mai 2024, lors de la commémoration du 8 Mai, une plaque commémorative où sont inscrits les noms des 24 victimes exécutées, est apposée sur le Monument aux Morts de la ville.

## En musique
Léo Ferré met en musique en 1959 le texte d'Aragon, entre-temps oublié. La chanson « L'Affiche rouge » est d'abord interprétée par Monique Morelli. Léo Ferré la reprend ; elle fait partie de l'album Les Chansons d'Aragon, en janvier 1961, dont elle est le premier titre. Elle est « l'une des chansons les plus célèbres » du répertoire de Léo Ferré, qui fait décoller son succès,. Il s'est alors écoulé dix ans depuis la publication du livre et onze ans depuis le poème de Paul Eluard en 1950.

## Liste des membres du groupe Manouchian-Boczov-Rayman exécutés

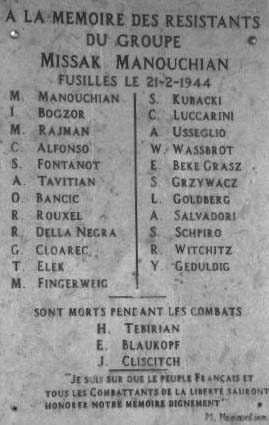
Mémorial de l'Affiche rouge à Valence.

Sur les 22 membres du groupe exécutés par les Allemands le 21 février 1944, plus de la moitié ont 22 ans ou moins, la moitié sont juifs et plus du tiers sont Polonais, tandis que quatre sont italiens et deux arméniens, Missak Manouchian et Armenak Arpen Manoukian. La mention (AR) signale ceux en photo sur l'Affiche rouge :
- Celestino Alfonso (AR), Espagnol, 27 ans ;
- Olga Bancic, Roumaine, 32 ans (seule femme du groupe, guillotinée en Allemagne le 10 mai 1944) ;
- Joseph Boczov [József Boczor; Wolff Ferenc] (AR), Hongrois, 38 ans, ingénieur chimiste ;
- Georges Cloarec, Français, 20 ans ;
- Rino Della Negra, Français d'origine italienne, 19 ans ;
- Thomas Elek [Elek Tamás] (AR), Hongrois, 18 ans, étudiant ;
- Joseph Epstein, Polonais, 32 ans, exécuté le 10 avril 1944 ;
- Maurice Fingercwajg (AR), Polonais, 19 ans ;
- Spartaco Fontanot (AR), Italien, 22 ans ;
- Jonas Geduldig, Polonais, 26 ans ;
- Emeric Glasz [Békés (Glass) Imre], Hongrois, 42 ans, ouvrier métallurgiste ;
- Léon Goldberg, Polonais, 19 ans ;
- Szlama Grzywacz (AR), Polonais, 34 ans ;
- Stanislas Kubacki, Polonais, 36 ans ;
- Cesare Luccarini, Italien, 22 ans ;
- Missak Manouchian (AR), Arménien, 37 ans ;
- Armenak Arpen Manoukian, Arménien, 44 ans ;
- Marcel Rajman (AR), Polonais, 21 ans ;
- Roger Rouxel, Français, 18 ans ;
- Antoine Salvadori, Italien, 24 ans ;
- Willy Schapiro, Polonais, 29 ans ;
- Amedeo Usseglio, Italien, 32 ans ;
- Wolf Wajsbrot (AR), Polonais, 18 ans ;
- Robert Witchitz (AR), Français, 19 ans.